# La volpe (film 1967)
La volpe è un film del 1967 del regista Mark Rydell.

## Trama
Jill Banford ed Ellen March vivono in una fattoria isolata del Canada, mentre Jill si occupa della gestione della casa e dei soldi, Ellen si occupa dei lavori pesanti e non è molto contenta di vivere in solitudine.
Un giorno arriva Paul, in cerca del nonno, precedente proprietario della fattoria. Non avendo altro posto dove andare si fa ospitare dalle due donne in cambio del suo lavoro. Paul mostra subito un certo interesse nei confronti di Ellen e questo scatena la gelosia di Jill che scoppia quando Paul chiede a Ellen di sposarlo. Jill infatti infuriata scaccia Paul che nel frattempo ha ucciso la volpe, un animale che minacciava gli animali della fattoria ma che Ellen aveva sempre esitato ad uccidere.
Dopo qualche settimana Paul ritorna mentre le due donne stanno cercando di abbattere una pianta morente. Paul chiede a Jill di spostarsi ma lei resta immobile e viene quindi schiacciata dalla pianta. Ellen adesso è libera di partire con Paul nonostante siano consapevoli che non riuscirà mai a dimenticare Jill.

## Riconoscimenti
- Golden Globe 1968
  - miglior film straniero in lingua inglese